# Meigheneiland
Meigheneiland (Engels: Meighen Island) in de Noordelijke IJszee is een van de Koningin Elizabetheilanden in Canadese Arctische Archipel. Bestuurlijk behoort het tot het territorium Nunavut.
Het is onbewoond en heeft een oppervlakte van 932 km².
Het eiland werd in 1916 ontdekt door Vilhjalmur Stefansson. In 1921 werd Meigheneiland vernoemd naar Arthur Meighen, premier van Canada van 1920 tot 1921 en in 1926.